# Soberana Plus
Soberana Plus, technický název FINLAY-FR-1A, je kandidátní vakcína proti covidu-19, kterou vyrábí Finlay Institute a kubánský epidemiologický výzkumný ústav.

## Lékařské použití
Může být použita buď jako třetí (posilující) dávka pro vakcínu Soberana 02. Je zkoumána jako nezávislá jednorázová vakcína.

### Účinnost
V kombinaci s vakcínou Soberana 02 vykazuje posilující dávka vakcíny účinnost 91,2 %.